# Jung Seung-Hwa
Jung Seung-Hwa (en coreano: 정승화; Busan, 27 de marzo de 1981) es un deportista surcoreano que compitió en esgrima, especialista en la modalidad de espada. Ganó dos medallas en el Campeonato Mundial de Esgrima de 2015.

## Palmarés internacional
| Campeonato Mundial | Campeonato Mundial | Campeonato Mundial | Campeonato Mundial |
| Año                | Lugar              | Medalla            | Prueba             |
| ------------------ | ------------------ | ------------------ | ------------------ |
| 2015               | Moscú (Rusia)      | Medalla de plata   | Espada por equipos |
| 2015               | Moscú (Rusia)      | Medalla de bronce  | Espada individual  |